# Saint-Pierre-de-Jards
Saint-Pierre-de-Jards – miejscowość i gmina we Francji, w Regionie Centralnym, w departamencie Indre.
Według danych na rok 1999 gminę zamieszkiwało 137 osób, a gęstość zaludnienia wynosiła 7 osób/km² (wśród 1842 gmin Regionu Centralnego Saint-Pierre-de-Jards plasuje się na 1002. miejscu pod względem liczby ludności, natomiast pod względem powierzchni na miejscu 684.).